# Anticharis
Anticharis es un género con 16 especies de plantas  perteneciente a la familia Scrophulariaceae.

## Taxonomía
El género fue descrito por Ruiz & Pav. y publicado en Genera Plantarum 682. 1839. La especie tipo es: Anticharis arabica Endl.	

## Especies aceptadas
A continuación se brinda un listado de las especies del género Anticharis aceptadas hasta julio de 2011, ordenadas alfabéticamente. Para cada una se indica el nombre binomial seguido del autor, abreviado según las convenciones y usos. 
- Anticharis arabica Endl.
- Anticharis ebracteata Schinz
- Anticharis glandulosa Asch.
- Anticharis imbricata Schinz
- Anticharis inflata Marloth & Engl.
- Anticharis juncea L.Bolus
- Anticharis scoparia (E.Mey. ex Benth.) Hiern ex Schinz
- Anticharis senegalensis (Walp.) Bhandari